# 에티오피아 한국전 참전 기념관
에티오피아 한국전 참전 기념관은 한국 전쟁 참전국 중 하나인 에티오피아를 기념하기 위해 세워진 기념관이다. 대한민국 강원도 춘천시 근화동에 있다.
에티오피아 참전 기념관에는 에티오피아군의 한국전쟁 참전 이유에 대하여 다음과 같이 기록하고 있다. "일찍이 에티오피아는 외세의 침략을 무찌르기위해 국제연맹에 지원을 요청하였으나 무위로 끝난 쓰라린 역사를 갖고 있었다. 이러한 역사적 경험으로 에티오피아로 하여금 강력한 집단행동으로 세계평화를 유지해야한다는 필요성에 따라서 에티오피아는 부유한 국가는 아니었지만 하일레 셀라시에 황제는 UN의 대의에 따라 파병을 결정하였다. "
당시 에티오피아는 10개 보병대대를 황실근위대로 보유하고 있었다. 이중 자원자들로 1개 대대를 편성하고 야전전투능력 배양을 위한 훈련을 마친후 1951년 5월 6일 부산에 도착하여 미군 제7사단에 배속되어 적근산 전투에서부터 전투에 참가하였다.